# Бозе, Герберт фон

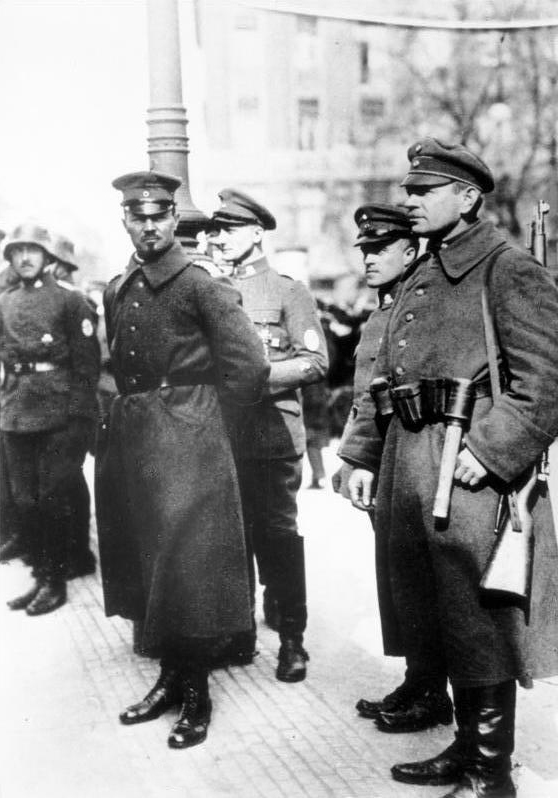
Герберт фон Бозе (второй справа) в окружении Германа Эрхардта во время Капповского путча. 1920

Карл Федор Эдуард Герберт фон Бо́зе (нем. Carl Fedor Eduard Herbert von Bose; 16 марта 1893, Страсбург, Эльзас — 30 июня 1934, Берлин) — германский чиновник, референт по политическим вопросам Франца фон Папена.

## Биография
Герберт фон Бозе происходил из старинного саксонского дворянского рода Бозе и родился в семье Карла Федора фон Бозе (1856—1919), имперского правительственного советника и начальника отдела генеральной дирекции имперских железных дорог в Эльзас-Лотарингии. Мать Герберта — Гертруда Рёмер.
Герберт фон Бозе воевал в Первую мировую, дослужившись до звания капитана, зимой 1918—1919 года, будучи доверенным подчинённым Вальдемара Пабста, принимал участие в подавлении Восстания спартакистов в Берлине, затем обосновался в Касселе. В октябре 1919 года Герберт фон Бозе женился на Терезе Кюне (1895—1963), дочери генерала артиллерии Виктора Кюне. В 1920—1928 годах работал в полиции безопасности и вольнонаёмным в рейхсвере, затем в 1929—1931 годах служил в информационном агентстве Deutscher Überseedienst.
В годы Веймарской республики Герберт фон Бозе получил определённую известность как «младоконсервативный» критик демократии. Как и другие младоконсерваторы, он призывал к «консервативной революции», которая бы исправила некоторые «ошибки», совершённые после 1918 года. Помимо реставрации некоторых элементов кайзеровского государства, предполагалось в первую очередь интегрировать в него новые фашистские элементы. Элитарные младоконсерваторы с достаточной долей презрения относились к популистским идеям государственного устройства, предлагаемым массовым движением национал-социалистов, и намеревались создать элитарное правовое государство под носителей сословных и интеллектуальных прав.
С 1931 года Бозе работал на Немецкую национальную народную партию, в которой возглавлял разведывательную службу. В этом качестве Бозе являлся одним из организаторов гарцбургского съезда осенью 1931 года, на котором лидеры НННП, НСДАП и «Стального шлема», а также множество влиятельных общественников консервативных взглядов собрались с целью формирования единого фронта против правительства Генриха Брюнинга и выдвижения общего кандидата на выборах рейхспрезидента в 1932 году.
В апреле 1933 года Бозе в числе других младоконсерваторов был приглашён на работу в канцелярию Франца фон Папена, вице-канцлера сформированного в январе 1933 года правительства Адольфа Гитлера. Вместе с Эдгаром Юлиусом Юнгом, Фрицем Гюнтером фон Чиршки, Фридрих-Карлом фон Савиньи, Вильгельмом фон Кеттелером, Вальтером Гуммбельсгеймом, Куртом Йостеном и Гансом фон Кагенеком Бозе в последующие четырнадцать месяцев пытался использовать вице-канцелярию в качестве платформы для консервативного переустройства национал-социалистического государства. Объединение этих политиков впоследствии получило название «круг Эдгара Юнга». Франц фон Папен пользовался доверием убелённого сединами рейхспрезидента Гинденбурга, главнокомандующего вооружёнными силами Германии, и группа Эдгара Юнга пыталась привлечь на свою сторону рейхсвер и чиновничество, чтобы поверх свершившейся национал-социалистической революции, как они оценивали приход к власти Гитлера, совершить вторую, консервативную революцию и привести страну к торжеству собственных идеалов государства.
Этот проект противоречил интересам верхушки НСДАП, которая в июне 1934 года воспользовалась событиями так называемой «ночи длинных ножей», акции зачистки политических конкурентов в партийной среде и штурмовых отрядах, чтобы расправиться с «кликой Папена». 30 июня 1934 года Герберт фон Бозе был схвачен сотрудниками СС во дворце Борзига на Вильгельмштрассе и убит несколькими выстрелами в собственном кабинете. По официальной правительственной информации, с Гербертом фон Бозе произошёл трагический несчастный случай во время проводившихся правительством мероприятий «государственной необходимости» по предотвращению планировавшегося восстания штурмовиков. Считается, что приказ об уничтожении Бозе отдал непосредственно Генрих Гиммлер, который незадолго до убийства Бозе назвал его своим «личным врагом». Йозеф Геббельс в своём дневнике сделал удовлетворённые пометки о смерти Герберта фон Бозе.
По требованию гестапо труп Герберта фон Бозе был кремирован и похоронен на парковом кладбище Лихтерфельде в непосредственной близости от могилы рейхсканцлера Шлейхера. В 1960-е годы урну с прахом Бозе предали земле на том же кладбище, и могила Герберта фон Бозе оказалась рядом с захоронением заместителя гауляйтера Берлина Артура Гёрлитцера, что вызвало протест у родственников Бозе, считавших, что жертву режима нельзя хоронить рядом с его приспешником. Тем не менее, городские власти Западного Берлина отказались произвести перезахоронение, сославшись на соблюдение покоя усопших.

## Труды
- U.S.A. in Tätigkeit, in: Hanns Henning Freiherr Grote (Hrsg.): Vorsicht. Feind hört mit!, Berlin 1930, S. 147—166. (in der Auflage von 1937 unter einem anderen Autorennamen erschienen)
- Verdun, Galizien, Somme, Isonzo…oder wo?, in: Hanns Henning Freiherr Grote (Hrsg.): Vorsicht. Feind hört mit!, Berlin 1930, S. 70-89. (in der Auflage von 1937 unter einem anderen Autorennamen erschienen)
- "Der Nachrichtenoffizier an der Front, in: Paul von Lettow-Vorbeck (Hrsg.): Die Weltkriegsspionage. Authentische Enthüllungen über Entstehung, Art, Arbeit, Technik, Schliche, Handlungen, Wirkungen und Geheimnisse der Spionage vor, während und nach dem Kriege auf Grund amtlichen Materials aus Kriegs-, Militär-, Gerichts- und Reichs-Archiven. Vom Leben und Sterben, von den Taten und Abenteuern, Basel s. a. [1931], S. 183—196.
- Sabotage und Propaganda, in: Paul von Lettow-Vorbeck (Hrsg.): Die Weltkriegsspionage. Authentische Enthüllungen über Entstehung, Art, Arbeit, Technik, Schliche, Handlungen, Wirkungen und Geheimnisse der Spionage vor, während und nach dem Kriege auf Grund amtlichen Materials aus Kriegs-, Militär-, Gerichts- und Reichs-Archiven. Vom Leben und Sterben, von den Taten und Abenteuern, Basel s. a. [1931], S. 301—311.
- Verschleierung und Irreführung, in: Paul von Lettow-Vorbeck (Hrsg.): Die Weltkriegsspionage. Authentische Enthüllungen über Entstehung, Art, Arbeit, Technik, Schliche, Handlungen, Wirkungen und Geheimnisse der Spionage vor, während und nach dem Kriege auf Grund amtlichen Materials aus Kriegs-, Militär-, Gerichts- und Reichs-Archiven. Vom Leben und Sterben, von den Taten und Abenteuern, Basel s. a. [1931], S. 111—121.